# Steinplatz (Leipzig)
Der Steinplatz ist ein Schmuck- und Spielplatz in der Leipziger Südvorstadt. Er ist wie die gleichnamige benachbarte Straße benannt nach dem preußischen Staatsmann und Reformer Heinrich Friedrich Karl vom und zum Stein. Der Steinplatz steht unter Denkmalschutz.

## Lage und Gestaltung
Der Steinplatz ist einer der in die schachbrettartige Straßenstruktur der Südvorstadt eingestreuten Freiplätze. Er liegt zwischen der Arthur-Hoffmann- und der Bernhard-Göring-Straße. Südlich wird er durch die Fichtestraße begrenzt, während im Norden die Steinstraße unterbrochen ist und am Platz nur ein Fußweg entlangführt. Der Platz ist quadratisch mit einer Seitenlänge von etwa 100 Metern. An seiner Ostseite liegt die gleichnamige Straßenbahnhaltestelle der Linie 9.

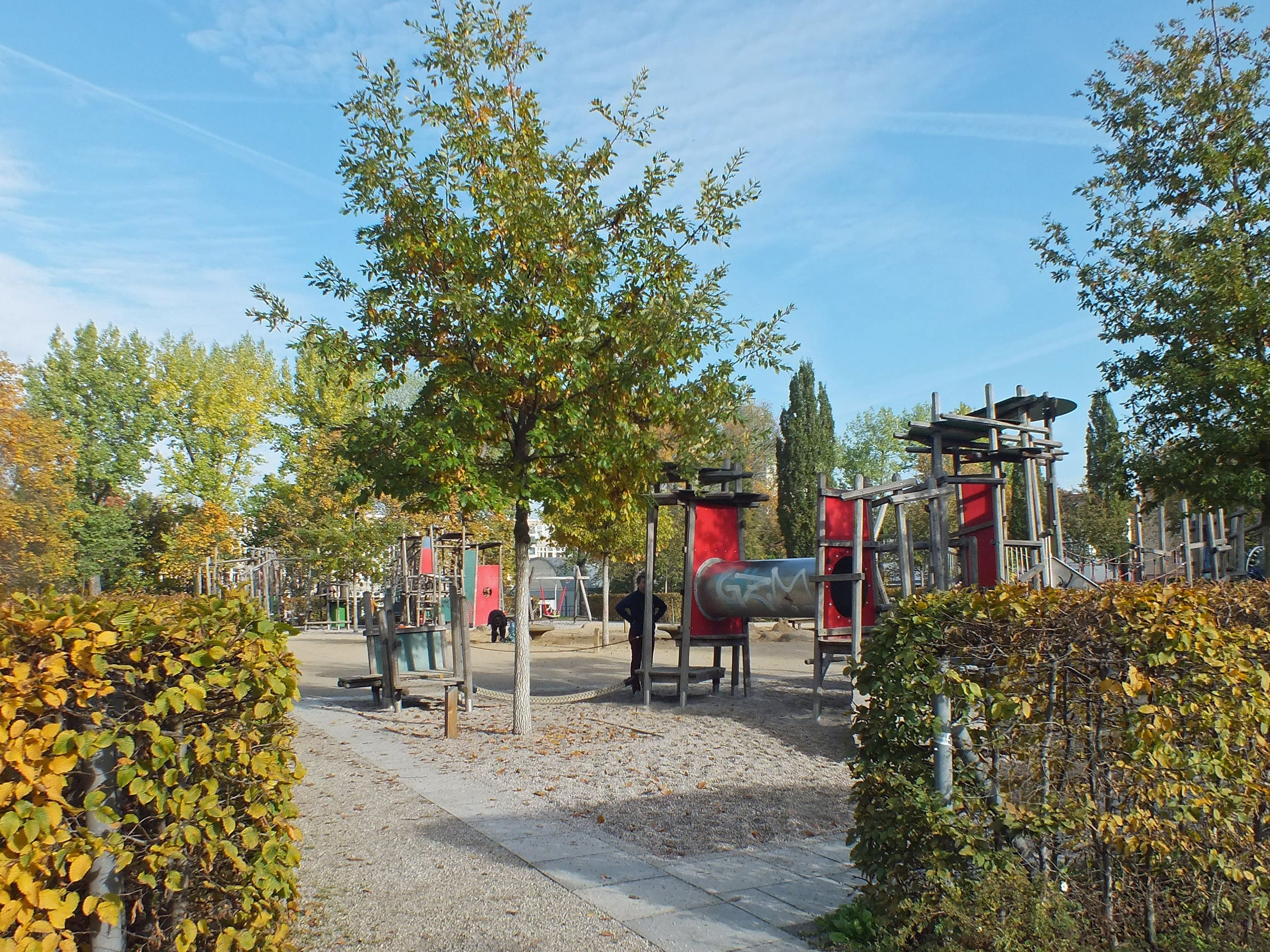
Spielbereich

Eine Besonderheit des Platzes ist seine erhöhte Lage. Die gesamte Fläche erhebt sich mit relativ steilen Böschungen etwa 1,8 Meter über das umgebende Terrain. Die erhöhte Lage bewirkt eine gute Abgrenzung von den benachbarten, teils stark befahrenen Straßen. Neben einer Treppe und steilen Direktzugängen führt auch ein flacher Weg auf die Höhe.
Am oberen Rand stehen mit Unterbrechungen Rotblühende Rosskastanien und auf der West- und der Nordseite auf Straßenniveau Pappeln. Auf der Westseite des Platzes befinden sich zwei vom Holzgestalter Lars Piolka gestaltete multifunktionale Spielplätze (Dschungel I und II), getrennt durch eine große Sandspielfläche. Die Spielplätze sind durch eine Hainbuchenhecke abgegrenzt und mit weiteren Gehölzen bepflanzt. Die östliche Seite des Platzes ist eine große freie Wiese mit einzelnen Säuleneichen.

## Geschichte

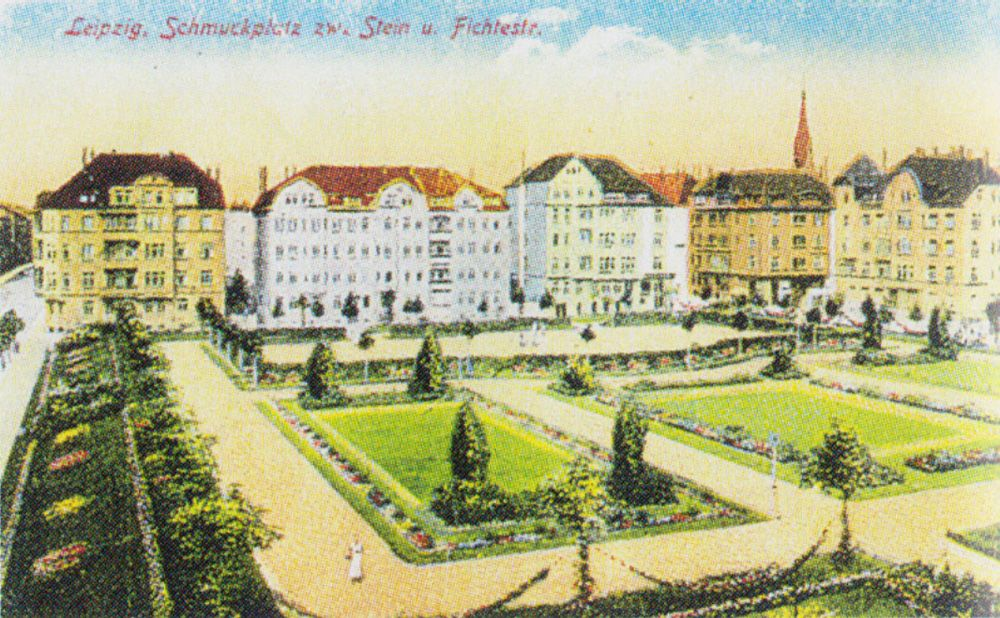
Der Steinplatz zur Entstehungszeit

In dem 1864 vom Rat der Stadt verabschiedeten „Allgemeinen Bebauungsplan für die Südseite der Stadt“ waren als Schmuckplätze frei zu haltende Bereiche ausgewiesen, darunter der Bereich des späteren Steinplatzes. Aber erst in den letzten Jahren des ersten Jahrzehnts des 20. Jahrhunderts mit der Fertigstellung 1912 errichtete der Leipziger Gartendirektor Carl Hampel (1849–1930) und sein Mitarbeiter und späterer Nachfolger Nikolaus Molzen (1881–1954) auf dem mit gehobener Wohnbebauung umstandenen Platz einen aufwändig und regelmäßig gestalteten Stadtplatz. Neben einer großen Spielfläche wies dieser drei Schmuckparterres auf, in deren Ecken Pyramidenpappeln gepflanzt waren. Der obere Rand des Platzes wurde von den Rotblühenden Rosskastanien gesäumt, die teilweise heute noch vorhanden sind. Am Fuße der Böschungen standen Ulmen, die durch das Ulmensterben von 1929 verlorengingen. Sie wurden durch Pappeln ersetzt. Die Böschungen waren anfangs mit ornamental angeordneten Blütenpflanzen bestückt.
Im Zweiten Weltkrieg ging die angrenzende Wohnbebauung bis auf die Westseite verloren. An Süd- und Ostseite entstand zur DDR-Zeit Wohnblockbebauung und im Norden ein Schulbau in Großplattenbauweise. Am Platz änderte sich bis in die 1970er-Jahre wenig. Danach entstanden ein neues Wegesystem und die große Wiese mit den Pyramideneichen.
2010 wurde der Steinplatz für 385.000 Euro aus dem Konjunkturpaket II der Bundesregierung zu der oben beschriebenen Form umgestaltet und erhielt 2011 einen Sonderpreis beim landesweiten Wettbewerb „Gärten in die Stadt“.